# Ottetalsknob
Ottetalsknob (af nogen kaldet ottetalsstik, hvilket er den korrekte betegnelse, da det er et stik og ikke et knob) eller flamsk knob er et knob, som bruges til at lave et stopknob på et reb, så det ikke løber ud af blokke, karabinhager og lignende genstande, som rebet løber igennem. Desuden kan et ottetalsknob på en tamp i et andet knob (som f.eks. et pælestik) forhindre, at tampen glider gennem knobet, så dette løsner sig. Mange foretrækker at benytte ottetalsknob som stopknob frem for et af de forskellige overhåndsknob.
Inden for heraldik kan ottetalsknobet bruges som figur på et våbenskjold. I heraldikkens sprogbrug kaldes det en savoyknude.

## Udvidet ottetalsknob
Stopknobet kan gøres større ved at "væve" tampen igennem øjet flere gange, skiftevis over og under den faste part, som vist nedenfor:
|  |  |